# コテングタケモドキ
コテングタケモドキ（小天狗茸擬、学名: Amanita pseudoporphyria）はテングタケ科テングタケ属マツカサモドキ亜属タマゴテングタケ節に分類されるやや小型から大型のキノコである。傘は暗褐色のかすり模様で、縁に皮膜の名残をつける。ヒダ・柄・ツバは白色。毒キノコの一種。

## 名前
和名「コテングタケモドキ」の由来は、コテングタケというキノコに色や形がよく似ていることから名付けられている。方言名はあまり知られていないが、兵庫県では本種を「テングタケ」とよぶ地域もある。
学名の種小名 pseudoporphyria は pseudo（偽の）の porphyria という意味で Amanita porphyria（和名コテングタケ）という種に傘の色合いなどの形態が似ていることから、和名も同じ意味である。和名テングタケモドキ（Amanita sepiacea）という種に比べて、小さいという意味ではない。英名は Hongo's false death cap（本郷の偽の死の傘）、本郷は本種を命名した菌類学者の本郷次雄（1923–2007）に因み、タマゴテングタケ（英名: Death cap）に分類学的に近いことを示す。

## 生態
原記載のHongo（1957）では模式標本の採取地を滋賀県大津市内のマツ林としている。他にもシイ・カシ林や雑木林などでも見られるという。しばしば群生している。菌根菌（菌根性）。他のテングタケ科菌同様に栄養や抗生物質のやり取りなどを行う共生関係にあると考えられている。

### 分布
本州以南、韓国、中国の広葉樹林や雑木林の地上に発生する。

## 形態
子実体はハラタケ型（agaricoid）で全体的に濃い褐色である。やや大型から大型の種で傘の直径は20センチメートル (cm) になる。テングタケ属に特徴的なschizohymenial development（和名未定）という発生様式を採り、卵状の構造物内に子実体が形成され、成長と共にこれを破って出てくる。この発生様式の名残で根元には明瞭なツボを持つ。
傘径は3 - 11センチメートル (cm) 、大きなものでは高さ25 cm、径15 cm以上になる。傘は最初饅頭型だが、扁平型になる。傘の表面は暗褐色から灰褐色でかすり模様を呈し、ときどき白色の膜片（つぼのツボ）が付着することがあるが、成長すると落ちる。傘の縁に条線はない。縁は粉状で、内皮膜の名残が垂れ下がる。傘の裏のヒダは、白色で密。上生または離生する。胞子は白色で7.5 - 8.5×4.5 - 5.5マイクロメートル (μm)、卵形から楕円形。
柄の高さは5 - 12 cm。柄は白色で、粉状から鱗片状。柄の上方には白色で膜質のツバがあるが、崩れやすい。ツバより下の柄はささくれ状をなす。柄の基部には膜質で袋状のツボがある。ツボは白色。肉は白色で無味無臭。胞子紋は白色。胞子はヨウ素水溶液で青く変色するアミロイド性。

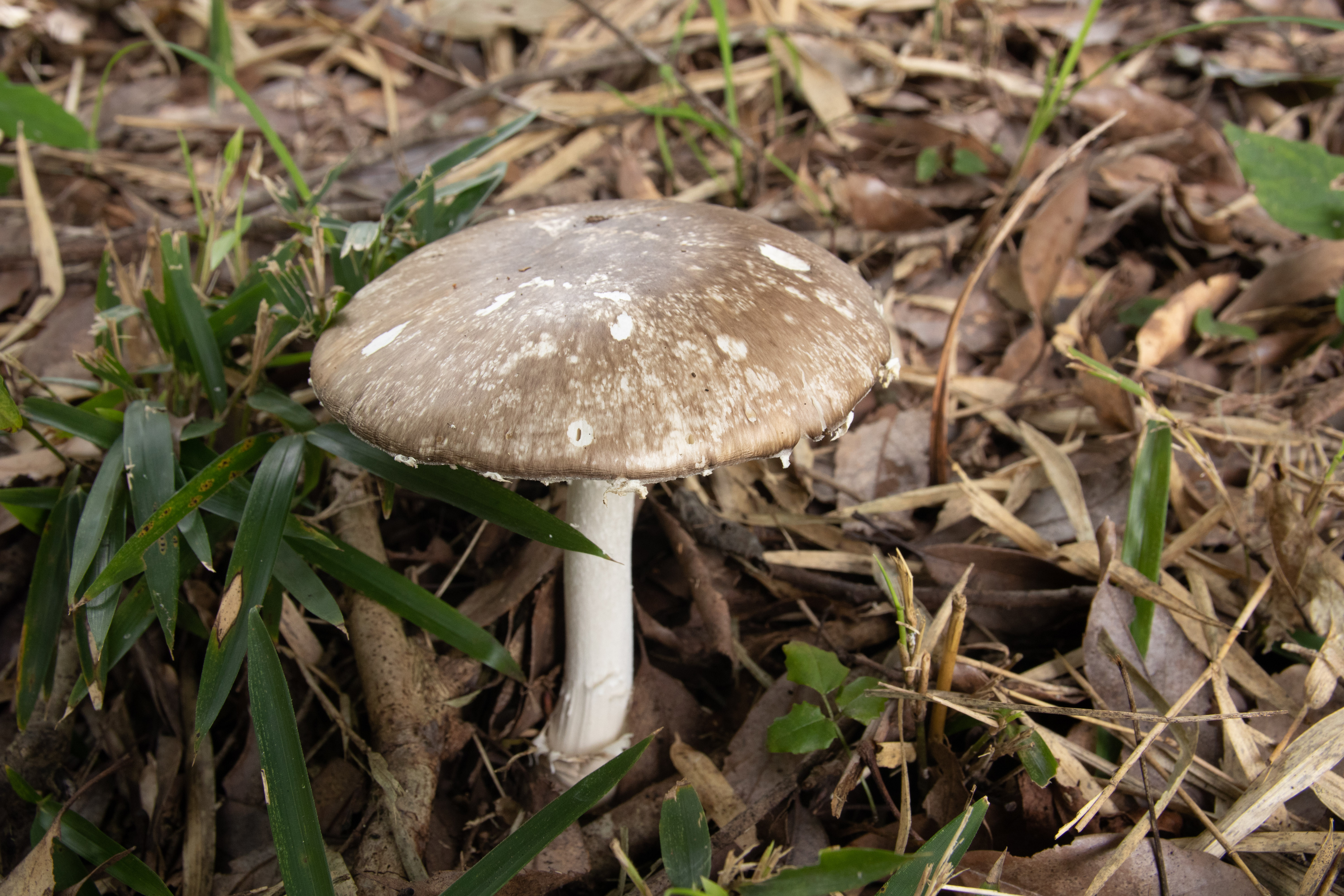
傘は褐色でかすり模様。傘の縁に条線は無く白色の破片の付着あり
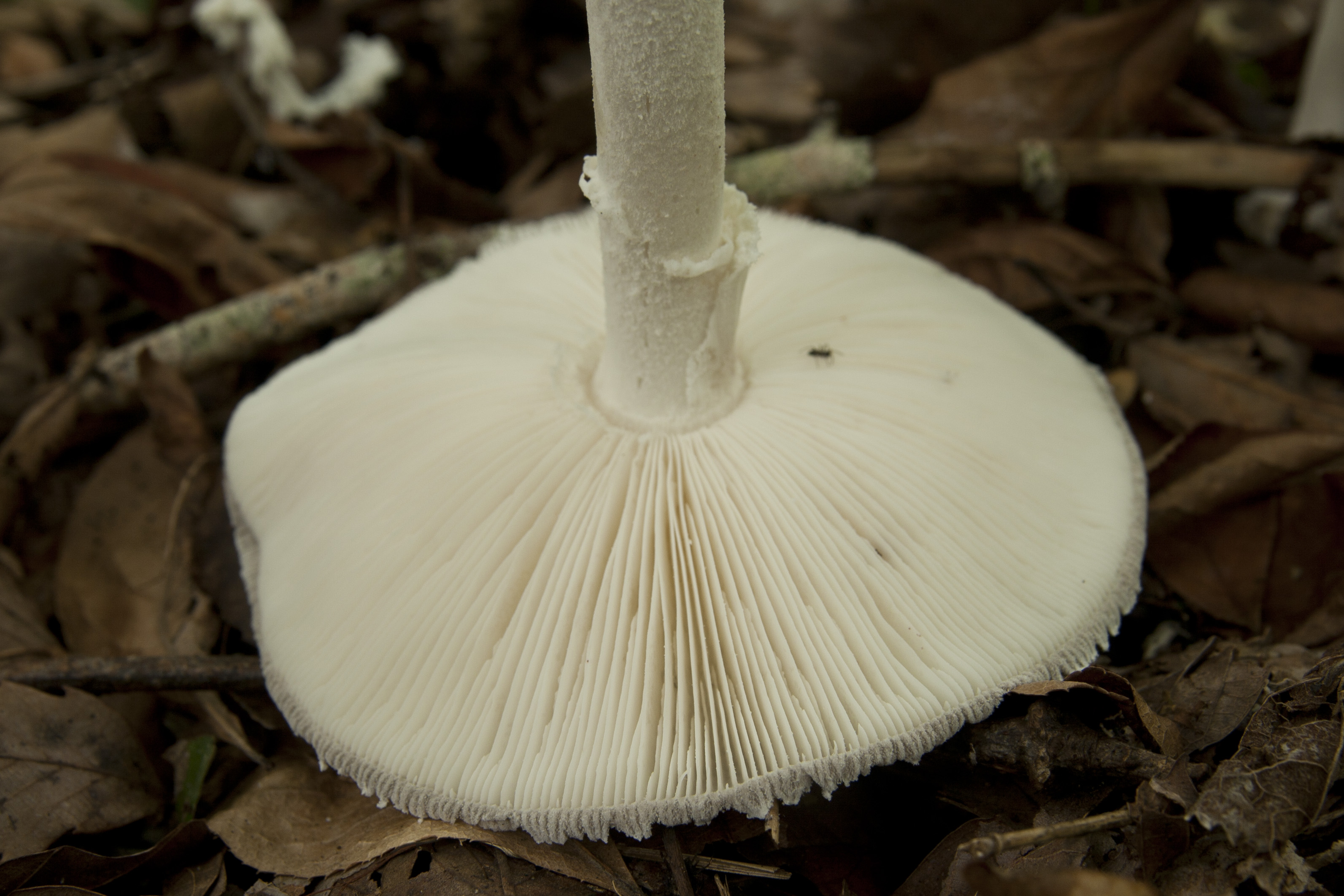
ひだは白色で密。柄に対して離生している。
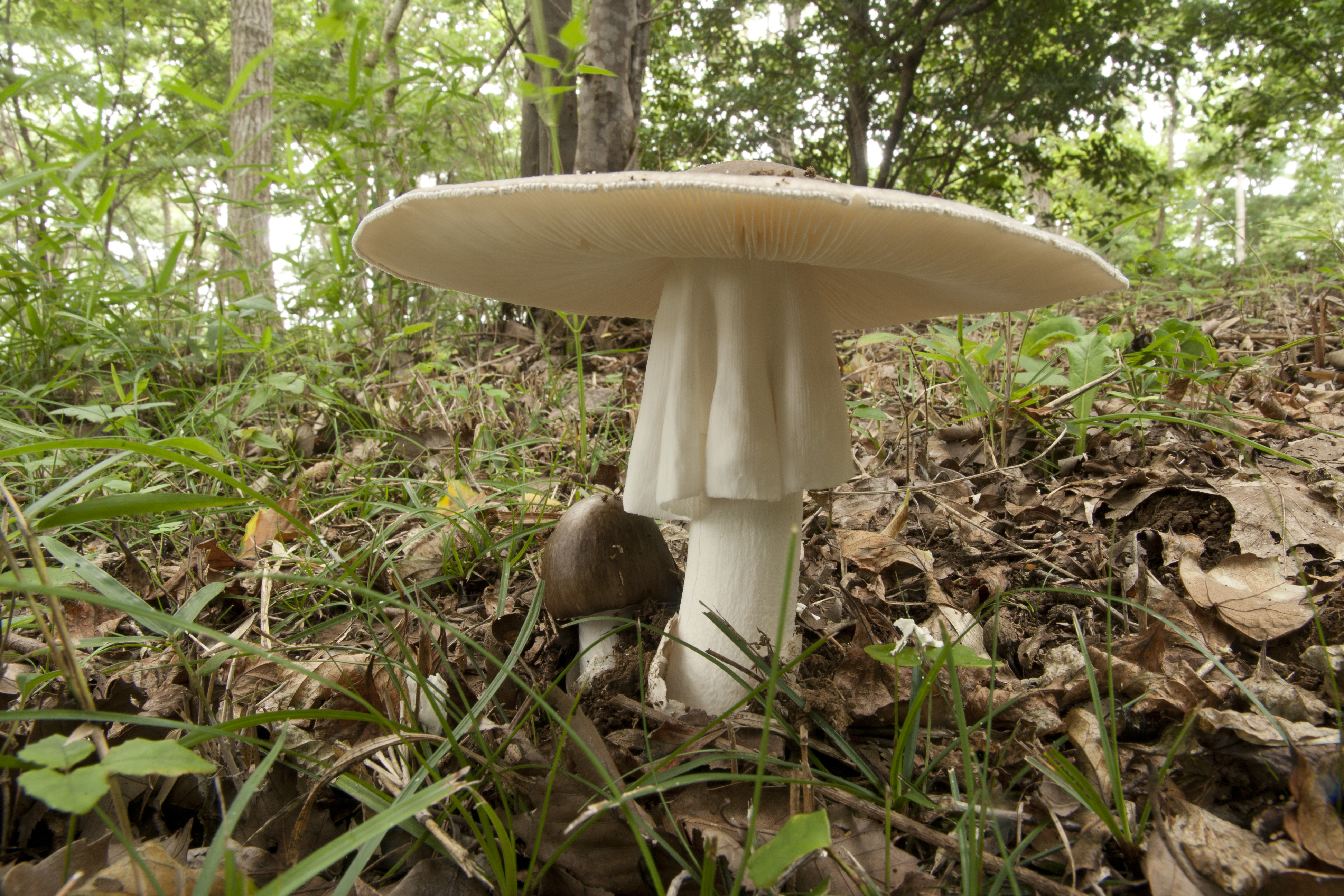
傘は水平にまで開く。柄は白色。ツバは白色で膜質。
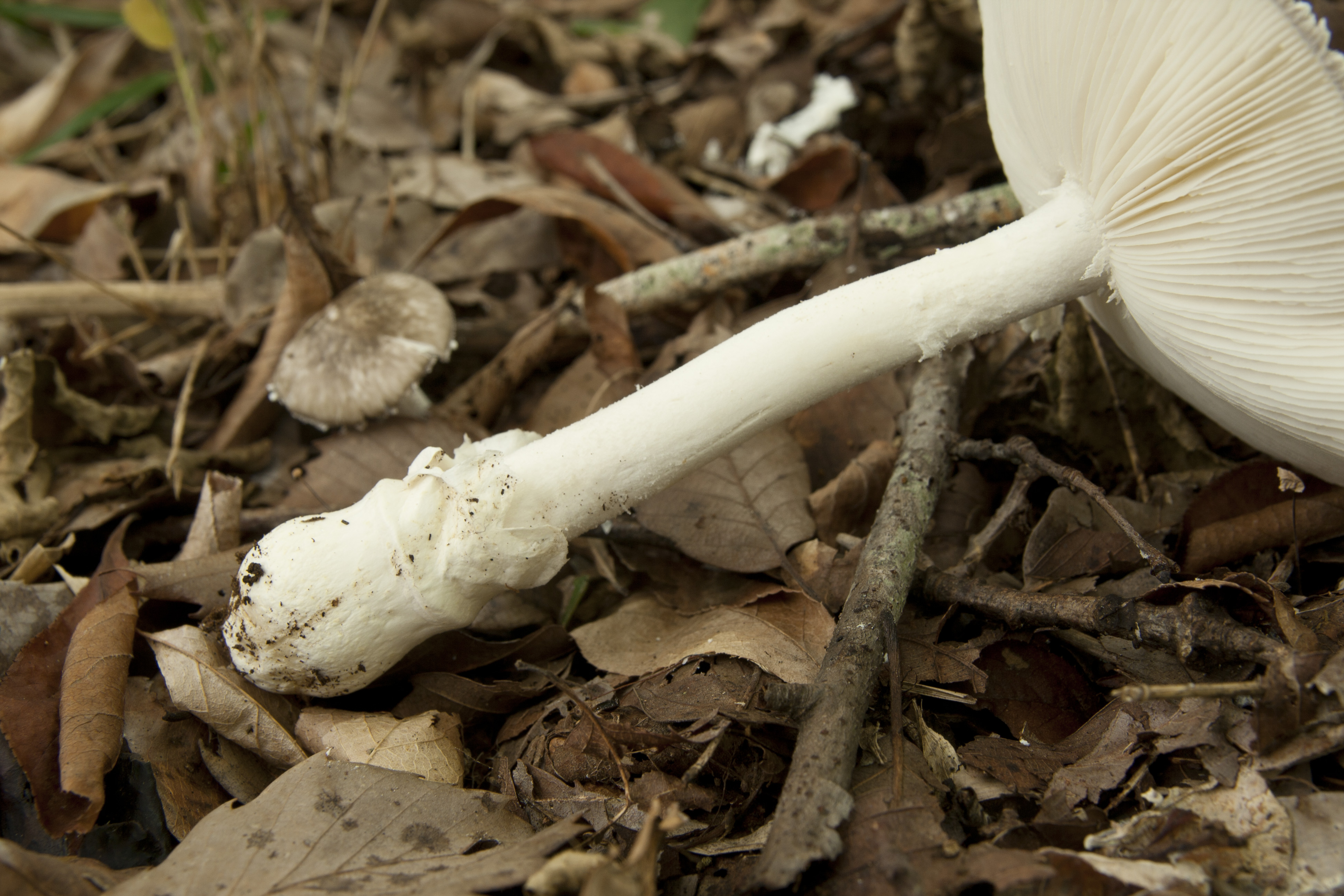
ツボあり。白色の膜質で丈夫なもの。

## 食毒性
食毒不明種として扱われることが多いが、アリルグリシンという毒成分があり、胃腸系の中毒と痙攣などの神経系の中毒を起こすという文献もある。マウスによる実験では毒性が示されているが、人に対する中毒例は聞いたことがないという意見もある。
中国で本種に形態的によく似ており、分類学上もタマゴテングタケ節に入る近縁種 Amanita manginiana（和名未定、中国名：隐花青鹅膏菌）という種が食用にされていること、日本では本種によると思われる死亡例が確認されていないことなどを理由に、本種の試食に挑戦するきのこ愛好家がしばしば現れる。ただし、タマゴテングタケ節はドクツルタケやタマゴテングタケなどの猛毒菌が多く、本種と形態的に類似し猛毒であることが既に知られているクロタマゴテングタケという種が日本にも分布し、近隣の中国では他にも下記類似の有毒種が複数知られていること、コテングタケモドキ自体が複数の種を含む多系統であるといわれることに留意し、安易に試食することは推奨されない。

## 類似種
ドウシンタケ（Amanita esculenta）は黒色系の傘を持ち、ひだは白色でしっかりとした膜質のつばとつぼを持つ点は本種と同じ。傘にはかすり模様が出ず、縁には比較的長い条線を持つこと、胞子がヨウ素水溶液で染まらないことなどの違いがある。Amanita yuaniana（和名未定）は中国南部から記録されている種でドウシンタケに分類学的に近く特徴もほぼ同じだが、この種は傘にかすり模様が出る。ミヤマタマゴタケ（Amanita imazekii）は典型的なものでは傘の色が薄い点、傘の縁に短い条線が出る点などが本種と異なる。チャタマゴタケは傘が褐色であるが、かすり模様は無く長い条線を持つ。これらはテングタケ亜属のタマゴタケ節に属するキノコで丈夫なつぼと傘の縁に条線が出るのが大きな特徴。
テングタケ（Amanita pantherina）は傘の縁に短い条線が出る点、柄の基部が比較的大きく膨らむ点、つばとつぼは持つが壊れやすく不完全でしばしば消失している点、胞子がヨウ素水溶液で染まらない点などに違いがある。ガンタケ（Amanita rubescens）は傘の縁に条線を持たず、胞子はヨウ素水溶液で染まる点は同じだが、肉に赤変性があり傷つくと赤く染まる。また子実体は全体的に赤みを帯びた褐色である。それぞれテングタケ亜属テングタケ節、マツカサモドキ亜属キリンタケ節に属する。この2節に属するキノコは一般的に外皮膜がもろく傘に破片（通称：いぼ）を載せるのも特徴であるが、いぼが消失しやすいのも特徴の一つなので他の点でも判断して同定したほうが無難。この2節にはテングタケ、ガンタケ以外にもいくつかの本種の類似種がある。和名学名のもとになったコテングタケ（Amanita porphyria）はこのうちのキリンタケ節に入るもので、本種とはよく似ているが全体的に小さく、柄も灰色で、肉には生のジャガイモのような臭いがあるといわれる。マツ科針葉樹林に発生するといわれ生態面でも違いがある。
本種が属するタマゴテングタケ節内では、クロタマゴテングタケ（Amanita fuliginea）がかすり模様のある傘を持ち、傘の縁には条線を持たない点、ひだが白色でしっかりとした膜質のつばとつぼを持つ点、発生場所が常緑ブナ科林という点は本種と同じ。柄は白地だが黒色の鱗片が付着すること、典型的な個体では本種よりもだいぶ小さいことなどが異なる。中国ではこのほかにも Amanita fuligineoides（和名未定、中国名：拟灰花纹鹅膏）、Amanita. griseorosea（和名未定、中国名：灰盖粉褶鹅膏）、Amanita subfuliginea（和名未定、中国名：近灰花纹鹅膏）などが知られる。これらはいずれもクロタマゴテングタケ同様に猛毒であり現地の保健当局により注意が呼びかけられている。
Amanita manginiana（和名未定、中国名：隐花青鹅膏菌）は傘にかすり模様が出て、傘の縁には条線が出ない点が本種と同じ。前述のように現地では食用とされている。
分布域が重ならない種ではメキシコなど中米から発見されている Amanita arocheae（和名未定、メキシコ名 hongo gris）も褐色系のテングタケ属菌で、傘にはかすり模様があり縁には条線を持たず、柄は白色とよく似ている。肉眼的には本種よりやや小さいこと、傘の色がやや灰色がかったものになる程度の違いしかなく猛毒とされる。現地名のhongo grisはスペイン語で「灰色キノコ」の意味で本種を命名した本郷次雄とは無関係である。
オオフクロタケ（Volvopluteus gloiocephalus ウラベニガサ科）は本種とは科の単位で異なるが、非常によく似ており傘は黒色系でかすり模様が出る点、柄は純白である点、柄の基部に膜質の白色のつぼを持つ点などが同じである。胞子紋が有色である点、柄にはつばを持たない点、腐生菌で必ずしも樹木のそばでなくても発生する点が異なる。ただし、同定時には本種のつばが脱落した可能性も考慮して判定すること。

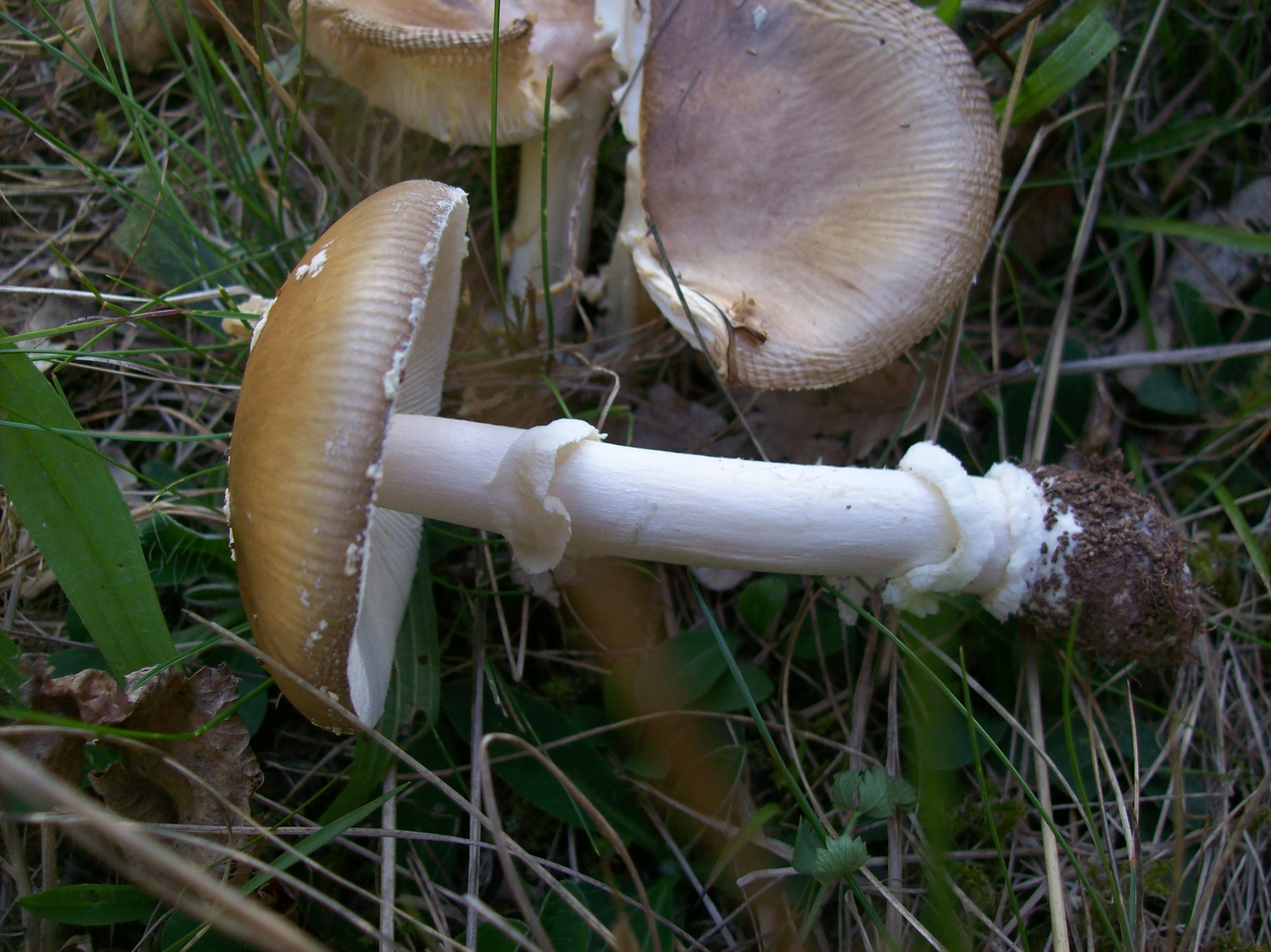
参考　テングタケ。傘の縁に条線が現れる。
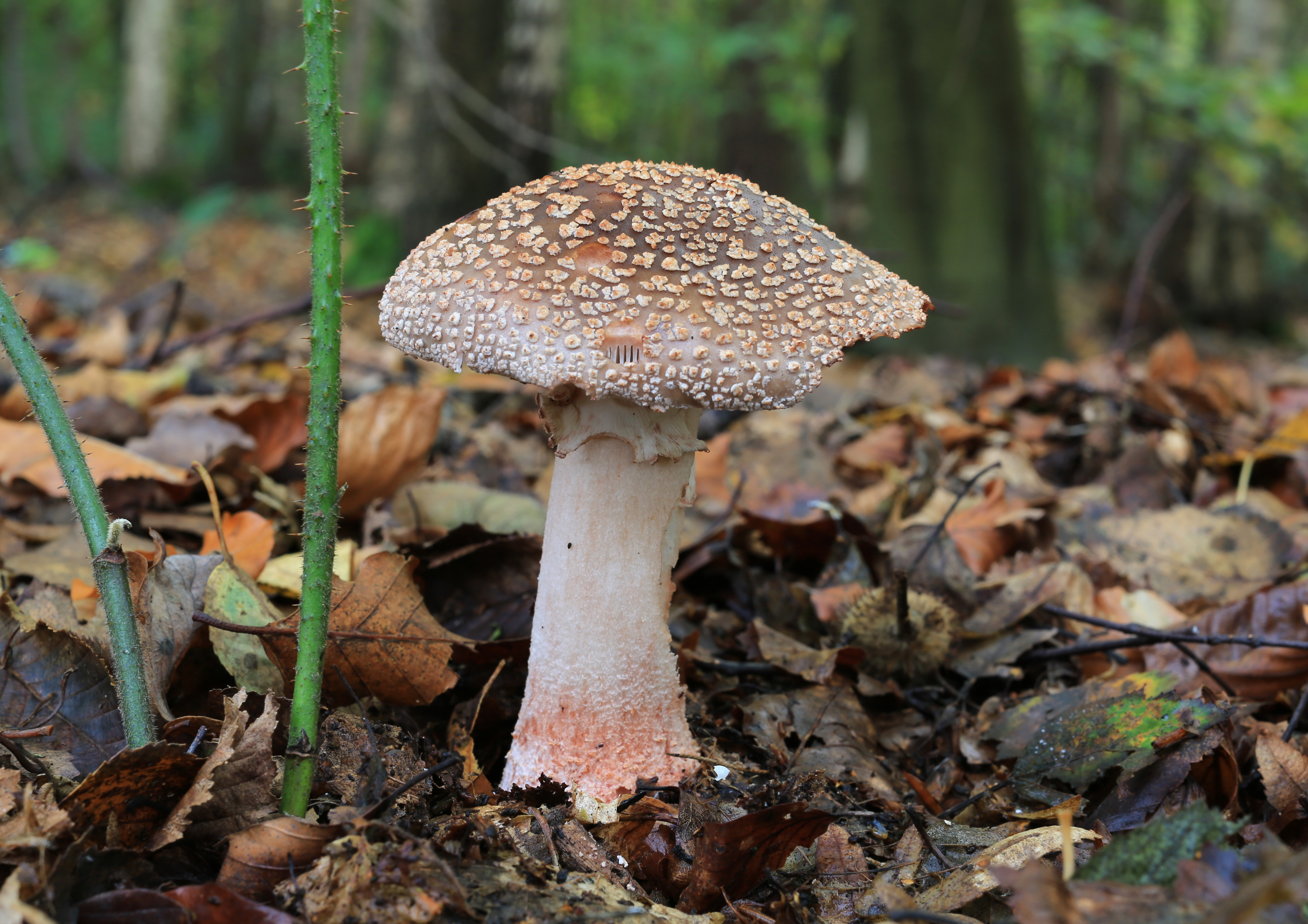
参考　ガンタケ。傷ついたところが赤変している。
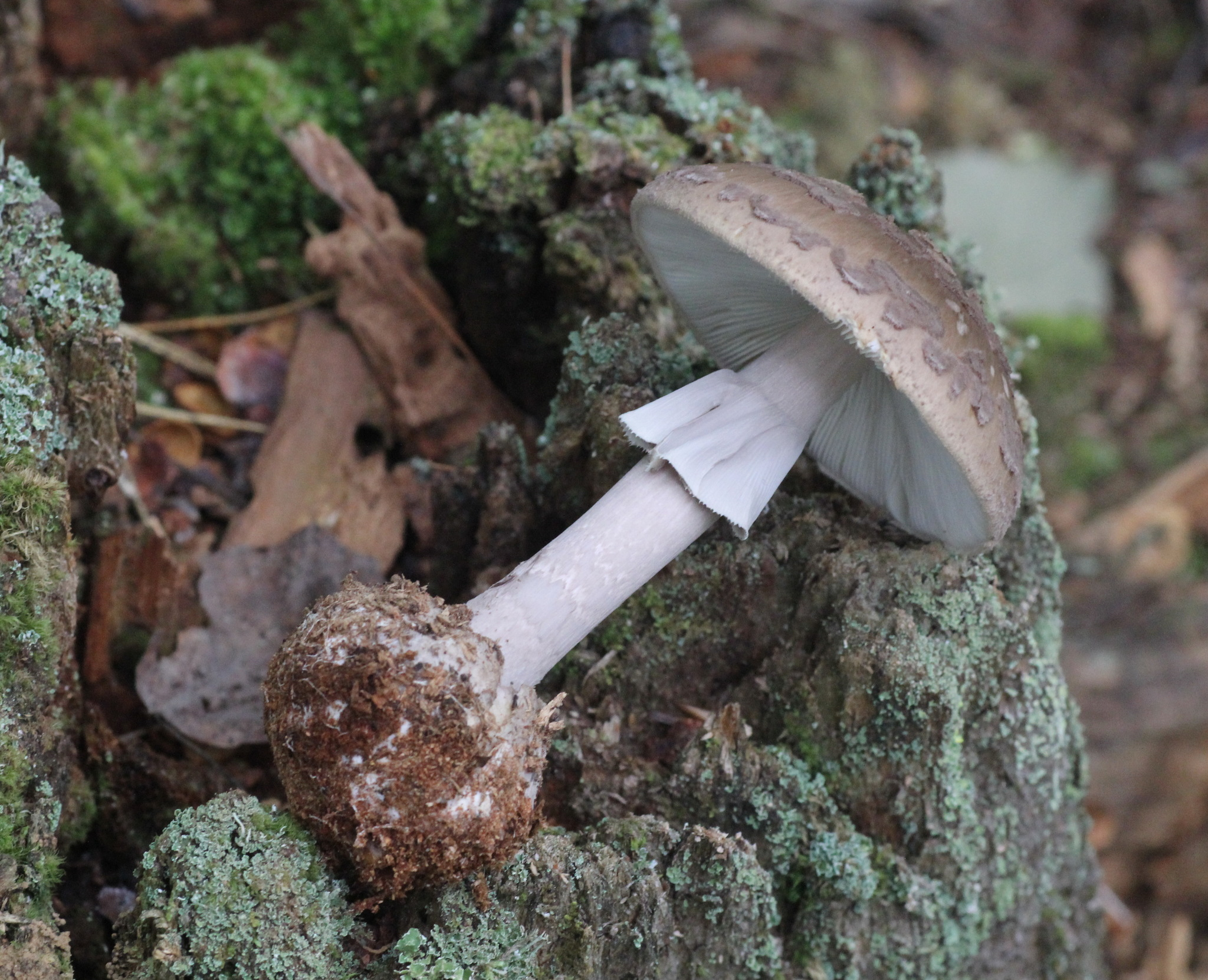
参考　コテングタケ Amanita porphyria
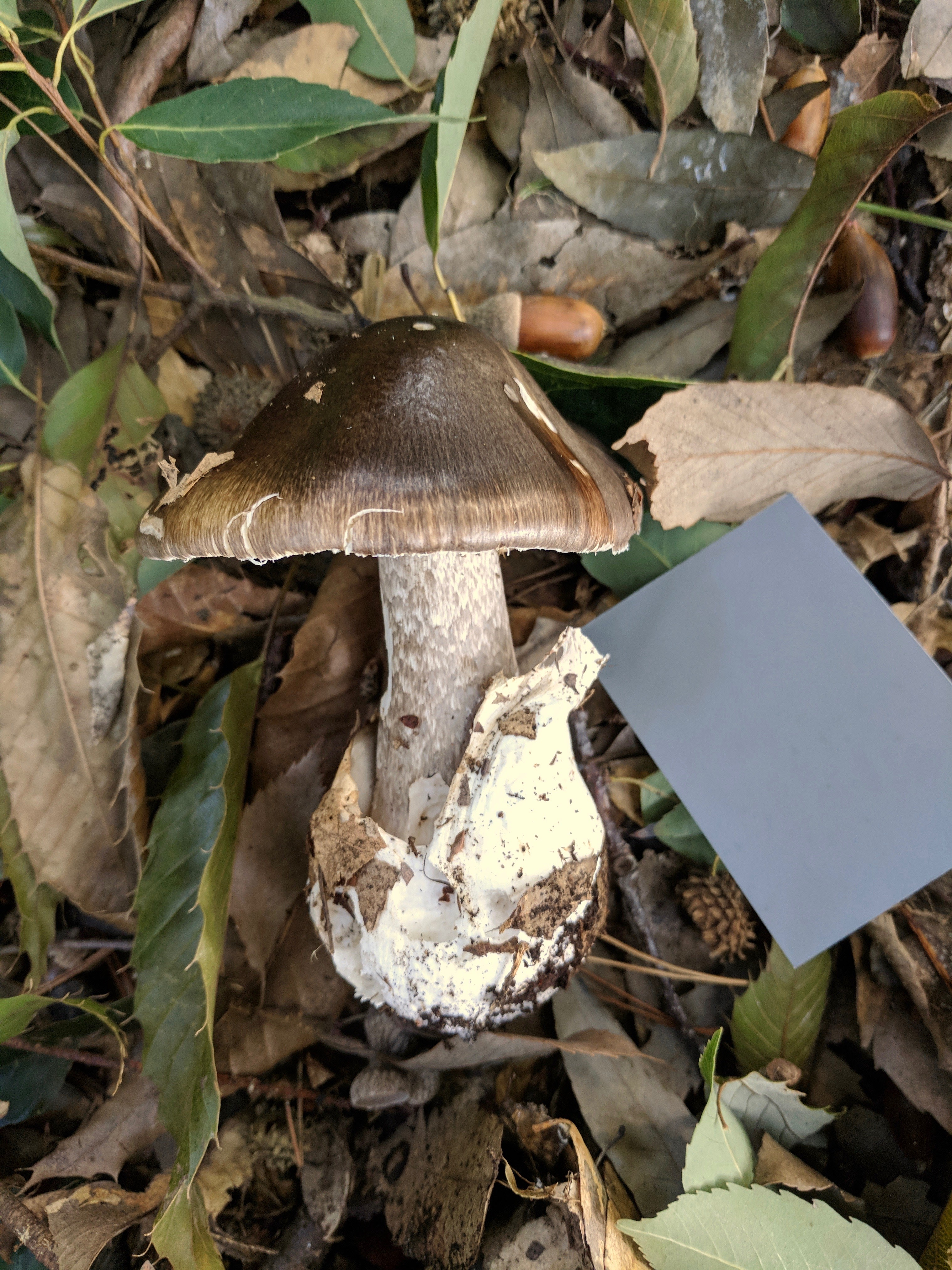
参考　クロタマゴテングタケ
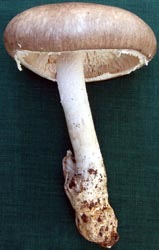
参考　Amanita manginiana
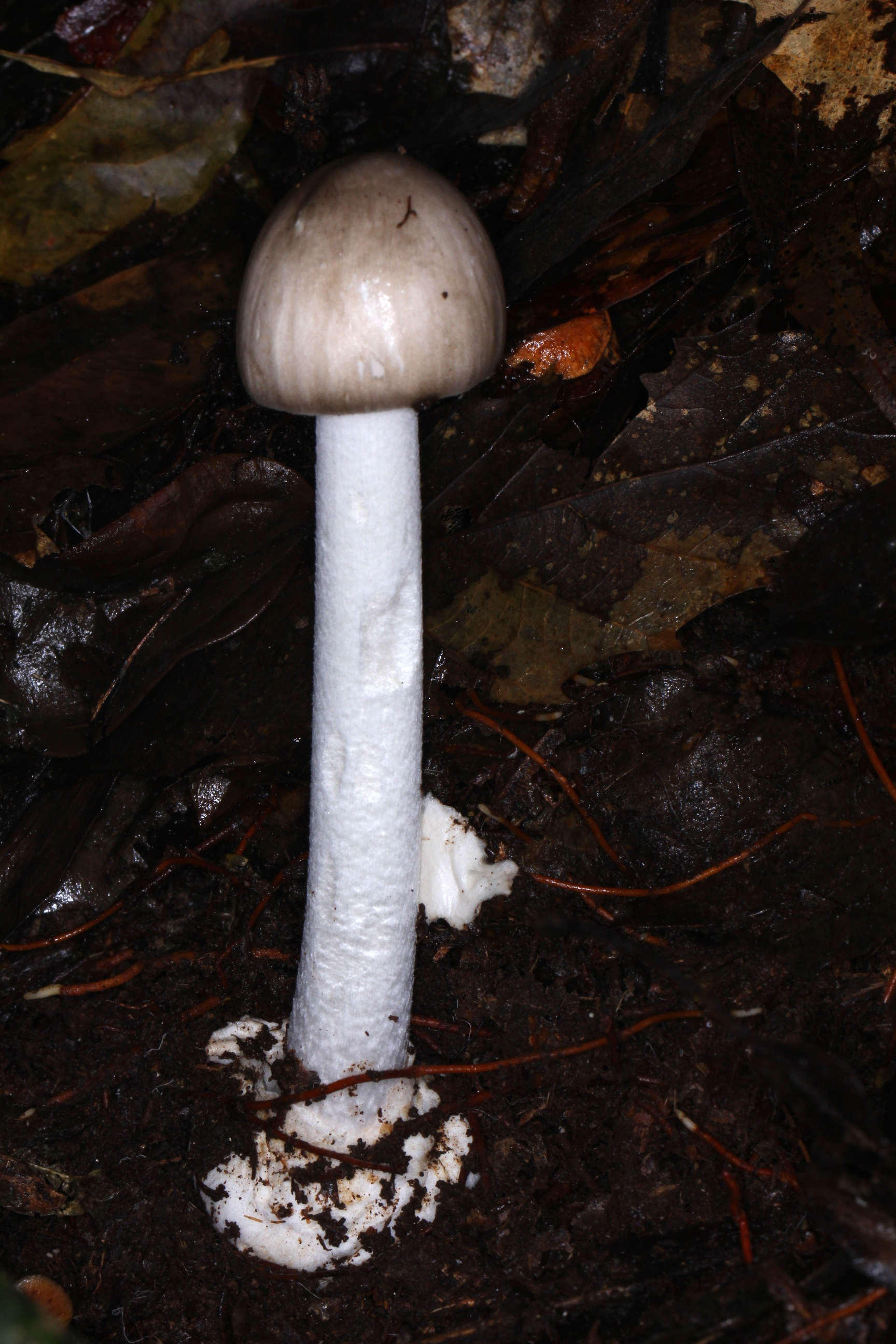
参考　Amanita arocheae
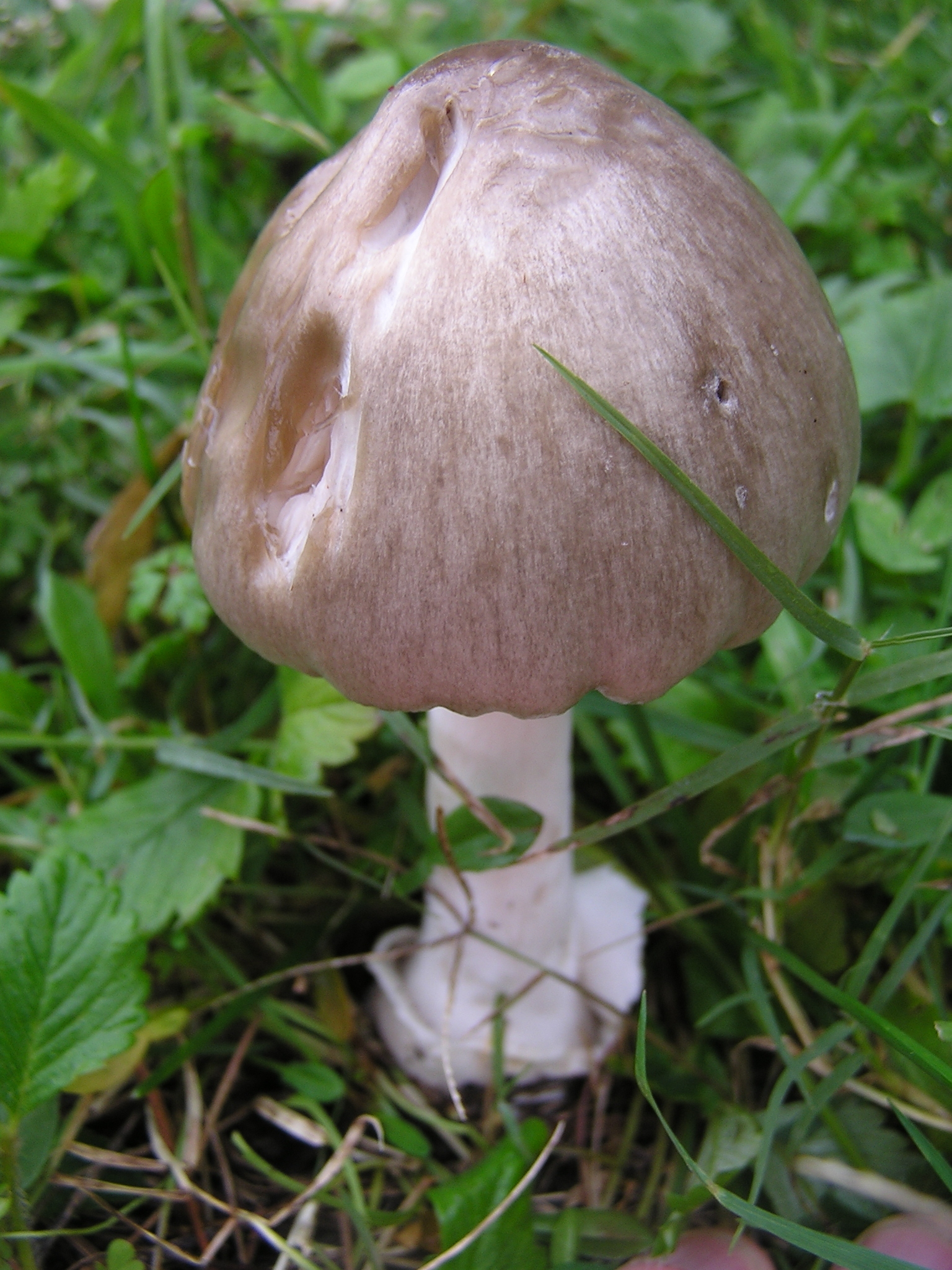
参考　オオフクロタケ